# Poophilus actuosus
Poophilus actuosus är en insektsart som först beskrevs av Carl Stål 1855.  Poophilus actuosus ingår i släktet Poophilus och familjen spottstritar. Inga underarter finns listade i Catalogue of Life.